# Damdin Szühebátor
Damdin Szühebátor (más néven Szühbátar; mongolul Дамдины Сүхбаатар, azaz „Damdiní Szühbátar”; a KNMH szerint Damdinij Szühebátor) az 1921-es mongol kommunista forradalom vezére és 1923-ig Mongólia első számú katonai vezetője volt. 1893. február 2-án született Ulánbátorban, és 1923. február 20-án halt meg ugyanitt. Halála után utódja a párt és az állam élén a sztálinista Horlógín Csojbalszan lett.
Az ő arcképe látható a húsz tugrikos bankjegyen.